# 선서 (책)
《선서》(善書)는 중국의 민간에서 행해진 권선(勸善)의 서(書)이다. 민간의 의료서나 음식의 공덕을 적은 것도 있으나, 일상윤리에 관계된 것이 민간도교의 성전(聖典)으로 되어 있다.  이것은 유·불·도의 3교를 융합한 내용의 것으로, 갈홍(葛洪, 282∼343)의 저작인 <포박자(抱朴子)>도 선서의 선구(先驅)가 되는데, 특히 명·청 시대에 왕성하였다. <태상감응편(太上感應篇)>·<각세진경(覺世眞經)>·<음즐문>·<옥력지보초>·<공과격(功過格)> 등은 대표적이다. 또한 선서는 그 밖에도 무수히 있으나 작은 소책자여서 몇 종류를 모아 간행된 <경신록(敬信錄)>·<성세록(醒世錄)>·<관제보훈(關帝寶訓)> 등이 있다.